# Fajcsák Henrietta
Fajcsák Henrietta (írói álneve: Seth F. Henriett, rövidítve: S.F.H.; Eger, 1980. október 27. –) gyermekkori autizmussal élő (Kanner-szindrómás) költő, festőművész, író.

## Élete

### Származása
A német nyelvterületi nemes Stigler család vérszerinti leszármazottja, ük- és dédnagyszülei a népes Stigler dinasztia tagjai voltak. Édesapja magyar rendvédelmi szerveknél dolgozott. Egyik nagyapja  MSZMP párttag és hivatásos katona volt, másik római katolikus templomi harangozó (ministráns). Elődei az Amerikai Egyesült Államok Detroit nevű városában és Magyarországon éltek. Legtöbbjük hivatásos katona volt, míg mások kereskedők, svájci írók, költők, valamint híres flamand képzőművészek voltak, akiknek családja királyi családból származott. Dédnagyapja vitéz Fajcsák Joachim osztrák – magyar honvéd, I. Ferenc József osztrák császár kitüntetett hőse. Fellelhető a magyar nemesi eredet.

### Gyermekkora, ifjúsága, felnőttkora
Gyermekkorában Henrietta nem teremtett szemkontaktust. Csecsemőként nem kommunikált, azonban minden hallott hangot megismételt. Az autizmus spektrumzavar egyik típusával, echoláliával (visszhangszerű utánzás, mások szavainak, mondatainak különösebb ok nélküli ismételgetése) diagnosztizálták.
Ej, megszületett megint egy rab,

Mely se nem magyar, se nem arab,

Nevet, hintázik, gőgicsél,

Arcán azonban valami félsz,

Nyöszörög, kínlódik a világban,

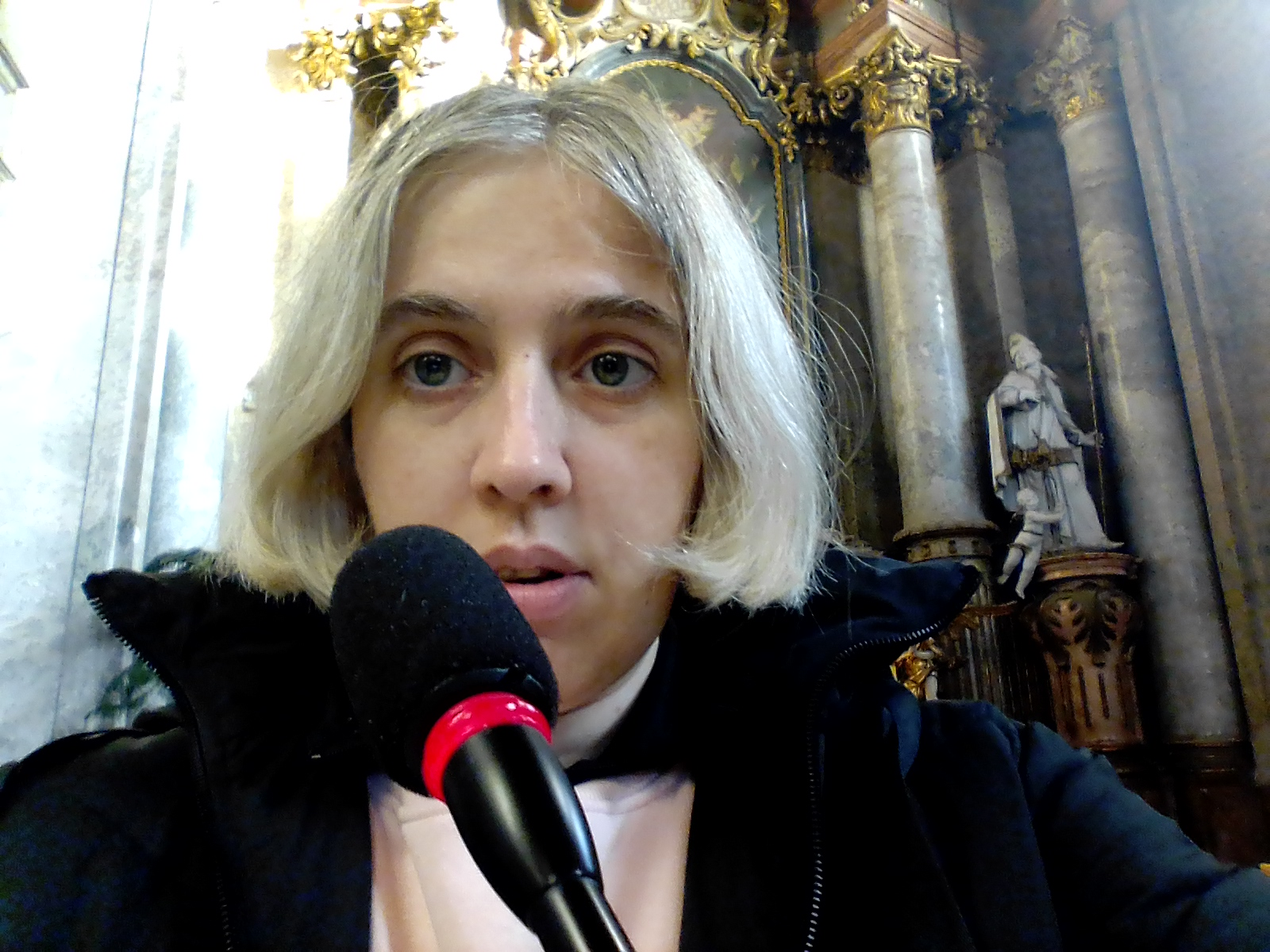
Az autista savant Seth F. Henriett 2024-ben

Nem érzi jól magát semmilyen ruhában

(…)

Síró lelkében autista baj van,

Tudja ő ezt jól, s mégis megremeg,

Csak szeressétek őt, emberek,

Forog még mindig maga körül réveteg,

Csavargatja fejét, hidd el, ez nem élvezet,

Én voltam e gyermek, szólok most

Már hangosan, köztetek, hozzátok,

Legyetek tisztában azzal,

Hogy a szeretetet szívetekben hordozzátok.
1987-ben az összes egri általános iskola visszautasította felvételi kérelmét kommunikációs problémái miatt. Zenei és művészeti általános iskolában helyezték el, de ő sosem énekelt, így sajátos nevelésű gyermekek számára fenntartott általános iskolába tanácsolták, végül azonban a zenei és művészeti általános iskolában maradt. 8 éves korában már furulyázott, 10 éves korában nagybőgőn játszott.
A minden nyolcvanadik embert érintő gyermekkori autizmus spektrumzavar diagnózisát az Autizmus Alapítvány és Kutatócsoport által egy pszichiáter és egy pszichológus csak később állapította meg Budapesten és Egerben, 2002-ben.[forrás?]
Magam is, amikor olvasok az autizmus - és „savant szindróma” kutatásokról, tényleg egy nagy rejtélynek tűnik és néha úgy gondolom, az emberi természet egy szélsőségesen zárt formája, valahol az introvertált emberi viselkedés legszéle.
Ha nincs rá ok, néha nem tudok rá betegségként gondolni ma már…
Fajcsáknak gyermekkorában három autoimmun betegsége volt a gyermekkori autizmusa mellett, és ma is gyermekkori autizmussal, szívbetegséggel (mitrális billentyű prolapsus), két fénytörési hibával (miópia, asztigmatizmus) egy szembetegséggel (kancsalság), ortopéd betegségekkel és egyéb fizikai rendellenességekkel él. Szervezetét 2009-ben, miután 1985-ben kigyógyult a leukémia egyik fajtájából, az ITP (Werlhof-kór)-ból, ismét daganatos betegségek támadták meg, majd 2012-ben porckorongsérvet diagnosztizáltak nála. Később keringészavar jelentkezett nála, ami lehet akár egy agyi érkatasztrófa előfutára is.
Fajcsák a pszichodiagnosztikai teszteken a standard Raven intelligenciateszten mért IQ-ja 140 fölötti, MAWI (Magyar Wechsler Gyermek Intelligenciateszt) IQ értéke 120 fölötti, néhány 90-es részeredménnyel, így ő egy autizmus spektrumzavarral élő zseni, aki tökéletes példája a súlyos gyermekkori autizmus és savant-szindróma együttlétére. [forrás?]
18 évesen az Eszterházy Károly Egyetem Pszichológia Tanszékén tanult tovább,[forrás?] de miután szociális-kognitív és kommunikációs készségeinek zavara még inkább előtérbe került, 2002-ben nyugdíjazták gyermekkori autizmus (autismus infantilis) diagnózissal.[forrás?]
2023-tól római katolikus egyházakban ministránsként és lektorként önkéntes munkát végez Egerben és Szombathelyen, s a budapesti Nap-Kör Tehetségműhely önkéntese.
…És emlékszem, hogy útban hazafelé a pszichiátriáról ez a kérdés tolult a fejembe: "Te akkor most autista vagy, vagy ember?" Választ senkitől sem kaptam. Csak erős nyugtatókat, köztük a Risperdalt, amit autista gyerekek és felnőttek is szednek. Ez kicsit jobbá tette az életemet. 2000-ben, a Magyar Írók Nemzetközi Szövetsége által rendezett XII. Nemzetközi Irodalmi Versenyen, 6. helyezést értem el vers kategóriában. 2001-ben, a XIII. Nemzetközi Irodalmi Versenyen, első helyezett lettem vers és próza kategóriában egyaránt. Csörögtek a telefonok, engem visított a rádió, mind ez azonban egyáltalán nem érdekelt. Semmi, semmilyen hatással nem volt rám. Egyszer azonban felemeltem a kagylót: hívtak tévébe interjúra, és azonnali állást ajánlottak nekem riporterként, egy újságnál. Mindössze 20 éves voltam, szinte még gyerek. Azonban a telefonba csak ennyit tudtam mondani: "Én nem tudom, hogyan kell beszélgetni." Visszakérdeztek: "Tessék? Ezt Ön mégis hogyan érti? Mindenki tud beszélgetni!" Nem tudtam erre válaszolni. Szó nélkül letettem a telefont. Soha többé nem kerestek.…

### Alkotói pályafutása
Az Esőember című film bemutatása óta ismert sokak számára, hogy a Savant-szindróma létező, az autizmussal együtt jelentkező lelki állapot. Az ösztönös zenei, rajzolási és számolási képességek sokszor világhírűvé teszik azokat az embereket, akik ezzel a spektrumzavarral élnek. Fajcsák kilencéves korától kezdve alkotott, mind a festőművészet, mind a költészet, mind pedig az irodalom területén. Művészetét kora gyermekkorától kezdve meghatározta az expresszionizmus és a szürrealizmus.[forrás?]
Legelső kiállításai Egerben voltak 1996 és 1998 között, majd a Kelet-Európai Autizmus Konferencián 2004-ben, a Hotel Stadionban,[forrás?] végül pedig ismét Egerben, a Bródy Sándor Megyei és Városi Könyvtárban, 2007-ben, ami az utolsó kiállítása volt.
Zenei produkcióit a YouTube-csatornáján tette elérhetővé. 13 éves koráig koncerteket adott az egri Helyőrségi Klubban,[forrás?] de utána feladta a zenélést, amihez nem szándékozik visszatérni.
18 éves korában díjat nyert a művészeti és irodalmi tevékenységéért.[forrás?]
2005-ben megjelent az Autizmussal önmagamba zárva – Emlékek, gondolatok, képek, versek és 138 naplóbejegyzés című önéletrajzi írása, amelyet az Autizmus Alapítvány adott ki. Szélesebb körben ekkor vált ismertté  amelynek egy mondatát „Volt egyszer egy világ, a világban egy bolygó, a bolygón egy földrész, a földrészen egy ország, az országban egy város, a városban egy lakás, a lakásban egy szoba, a szobában egy ember, s az emberben egy világ.” többen idézik. A könyv megjelenése kapcsán Friderikusz Sándor beszélgetett vele Esőlány alcímen A szólás szabadsága című műsorban, amelynek 700 000-es nézettsége volt.[forrás?]
A könyv szövegéből és más írók műveiből (Mark Haddon: A kutya különös esete az éjszakában, Donna Williams: Léttelenül, Birger Sellin: A lélek börtöne) az Orlai produkciós iroda készített egy monodrámát is 2010-ben Nemsenkilény – Monológ nemmindegyembereknek címmel, amelyet a Trafó – Kortárs Művészetek Háza mutatott be Börcsök Enikő főszereplésével. A monodrámát több magyar színházban is előadták.
Fajcsák korai versei és késői novellái az Autisták Országos Szövetsége Esőember c. folyóiratában jelentek meg, más, magyar autisták írásaival együtt. 2006-ban egy pszichológiai sci-fit írt Autizmus – Egy másik világ címmel, amelyet a Pécsi Tudományegyetem jelentetett meg az Új Galaxis c. antológiában.[forrás?]
25 éves volt, amikor felhagyott az írással, és mindössze 27, amikor befejezte festészetét, amikhez nem szándékozik visszatérni. Egyetlenegy gyermekkori és tinédzserkori képzőművészeti munkáját sem adta el, de saját szobáját gyermekkori autizmus- és savant-szindróma-emlékszobává alakította át 30 éves korában.
Seth F. Henriett életét és művészetét a szakemberek Arthur Rimbaud, Vaszilij Vasziljevics Kandinszkij életéhez és művészetéhez hasonlítják.[forrás?] Gyermekkori autizmusa mellett fennálló, különleges képességekkel bíró atipikus savant személyiségjegyei miatt Henriett, mint kiemelkedő részképességekkel rendelkező művész, hatással volt mindarra, amit ma autizmusnak és savant-szindrómának hívnak.[pontosabban?]
„A matematikai formalizmust túllépve Seth F. Henriett fogalmazta meg világunk multistruktúrájának lényegét” írta róla A humán társadalom elmélete – Multistrukturális modell alapján című könyvében Dénes Tamás és Farkas János.
Heni 2024-től avatott római katolikus ministráns és lektor. Fajcsák Henrietta 2024-től Ausztria önkéntes fotóművésze.

## Alkotásai

### Irodalmi alkotásai
…amikor autisták írnak saját magukról. Csak rajtuk keresztül érthető meg igazából, mi is az autizmus, hogyan látszik belülről, az ő szemükkel, érzékelésükkel a mi „normális” világunk.
- Fajcsák Henrietta (Seth F. Henriett) versei (1989–2005): Magány, Lehet…, Ősz, Ej, nem szólal a gyermek, Valami könnyűt írni, édeset, Ott, a távolban, Hangtalanul, Valahol…, Egy álom a ketrecben, Szabadulás a lélek fogságából, Vers a Mecénáshoz (Lét, végtelenség és a világ)[42]
- Seth F. Henriett: Autista lány a főiskolán[17]
- Fajcsák Henrietta (Seth F. Henriett): Autizmussal önmagamba zárva – Emlékek, gondolatok, képek, versek és 138 naplóbejegyzés, Autizmus Alapítvány, 2005, ISBN 9789632173689

### Festészete
- Fajcsák Henrietta (Seth F. Henrietta) festményei és kiállításai (1993–2007)[21][nincs a forrásban][19][20]
- Fotók a könyvében (1997–2005)[43]

## Alkotásainak feldolgozása
Az Orlai Produkció: Nemsenkilény, monológ nemmindegyembereknek című, Seth F. Henriett könyvéből – két autista író, Donna Williams és Birger Sellin, valamint egy nem autista író, Mark Haddon szövegrészleteinek a felhasználásával – készült monodrámát.
Bemutatók:
- Trafó – Kortárs Művészetek Háza, Budapest, 2010[33][44][45]
- Várszínház, Esztergom, 2010[forrás?]
- Harmadik Színház, Pécs, 2010[forrás?]
- Jászai Mari Színház, Tatabánya, 2010[forrás?]
- Vörösmarty Színház, Székesfehérvár, 2010[forrás?]
- Gárdonyi Géza Színház, Eger, 2010[46]
- Radnóti Színház, Budapest, 2011[forrás?]
- Mátra Művelődési Központ, Gyöngyös, 2011[forrás?]
- Weöres Sándor Színház, Szombathely, 2012[47]

2016-ban Szenteczki Zita, (IV. éves bábrendező szakos hallgató) Seth F. Henriett, Tolnai Ottó, Fodor Ákos, Mark Haddon, Matthew Dicks, Krasznahorkai László, Fekete Ádám és svéd gyermekversek részleteinek felhasználásával színre vitte a Captatás szünet nélkül című darabot az Ódry Színpadon.
2017-ben került megrendezésre Seth F. Henriett műve alapján autisták és down-szindrómások, értelmi fogyatékosok „Nézzük együtt másképp” c. galériája Budapesten, a Maros Moziban, miután Egerben és Debrecenben nagy sikerrel bemutatkozott. Szervező az Opál Tehetséggondozó Alapítvány volt.
Az Autizmussal önmagamba zárva című kötetének első meséjét feldolgozta a Misumesék Youtube-csatorna (előadta: Both András, 2017).